# Sansevieria masoniana
Dracaena masoniana (Sansevieria masoniana) es una especie de Dracaena Sansevieria perteneciente a la familia de las asparagáceas, originaria de  África donde se encuentra en la República Democrática del Congo.
Ahora se la ha incluido en el gen de Dracaena debido a los estudios moleculares de su filogenia.

## Descripción
Es una planta herbácea rizomatosa y geófita que se encuentra en Zaire.

## Taxonomía
Sansevieria masoniana fue descrita por Chahin. y publicado en Cactus and Succulent Journal 72(1): 31, en el año 2000.
Etimología
Sansevieria nombre genérico que debería ser "Sanseverinia" puesto que su descubridor, Vincenzo Petanga, de Nápoles, pretendía dárselo en conmemoración a Pietro Antonio Sanseverino, duque de Chiaromonte y fundador de un jardín de plantas exóticas en el sur de Italia. Sin embargo, el botánico sueco Thunberg que fue quien lo describió, lo denominó Sansevieria, en honor del militar, inventor y erudito napolitano Raimondo di Sangro (1710-1771), séptimo príncipe de Sansevero.
masoniana: epíteto que honra al agricultor y recolector de plantas suculentas Maurice L. Mason (1912-1993) de Norfolk, en el este de Inglaterra.